# 格洛克47手槍
格洛克47是由奧地利格洛克公司設計及生產的半自動手槍，是格洛克17和格洛克45的混合型，發射9×19公釐魯格彈，標準彈匣為17發。

## 歷史
格洛克應國土安全部要求，以格洛克45修改成格洛克47，於2019月推出供美國海關及邊境保衛局使用。
格洛克47跟格洛克19及格洛克26 DHS/Mod 1同屬於一份價值8500萬美元，為期十年的合約，目的為在2021年前提供使用9×19公釐魯格彈的手槍以替換現有的.40手槍。
由於格洛克19 DHS/Mod 1、格洛克26 DHS/Mod 1及格洛克47乃為美國海關及邊境保衛局開發的手槍，格洛克曾表明無任何向民間銷售的計劃。
在2023年SHOT Show，格洛克以「格洛克47 MOS」為名正式於商業市場推出本槍。

## 設計
格洛克47跟格洛克19X和格洛克45一樣，同屬混合型手槍。當中格洛克47擁有格洛克45的底把和格洛克17的槍管和滑套長度。
由於格洛克47的底把長度比滑套長度短，因此外觀上類似於格洛克34般滑套前部會露出底把外。
格洛克47於推出時已為第五代水準，因此滑套上沒有特別標明為「Gen5」。
類似於格洛克43X和格洛克48，格洛克47被設計成跟格洛克19有100%零件通用率，即兩者的滑套總成和底把總成可混合組裝使用，關員可按自身需求而換裝不同長度的底把和滑套。雖然格洛克47的滑套和槍管跟格洛克17非常相似，但格洛克17的滑套和槍管並不能用於格洛克47上。
格洛克47為首款設計時而非衍生MOS型，便在滑套後部加上模組化光學瞄準鏡系統的手槍，並裝上AmeriGlo BOLD夜間用照門及準星的手槍。亦跟其他最近推出的第五代手槍一樣，在滑套前部加上鋸齒紋讓使用者在檢查鏜室或清除故障時能握著滑套前部拉開滑套。
儘管在介紹簡報中，格洛克19 DHS/Mod 1、格洛克26 DHS/Mod 1及格洛克47的產地標示改為「DHS CBP」以表示服役部門，正式生產版已改回產地「AUSTRIA」標示，而美國海關及邊境保衛局的標誌、序號等則雷射雕刻在滑套頂部。

## 採用
- 美国
  - 美國海關及邊境保衛局
  - 美國特勤局特別行動組[5]

## 資料來源
1. ↑  . www.cbp.gov.   [2019-06-13]. （原始内容存档于2021-03-20）.
2. ↑  S., Rusty. . The Firearm Blog. 2023-01-16  [2023-01-17]. （原始内容存档于2023-02-19） （美国英语）.
3. 1 2  . The Firearm Blog. 2019-04-11  [2019-06-13]. （原始内容存档于2019-04-12） （美国英语）.
4. ↑  . eu.glock.com.   [2019-07-25]. （原始内容存档于2021-03-03）.
5. ↑  .   [2020-11-20]. （原始内容存档于2020-12-11） （美国英语）.

## 外部連結
- （简体中文）—D Boy Gun World（GLOCK 47） （页面存档备份，存于）